# Мајстор Боб
Мајстор Боб (енгл. Bob the Builder), британска дечја анимирана телевизијска серија коју је осмислио Кит Чапман. Оригинална серија се емитовала од 1998. до 2011. године. Боб је грађевински извођач радова који проживљава разне догодовштине са својом колегиницом Венди, разним комшијама, пријатељима и дружином антропоморфизованих радних возила.
У свакој епизоди, Боб и његова група обнављају, граде и поправљају разне објекте и учествују у разним грађевинским пројектима. Бобова узречица гласи Can we fix it? („Можемо ли поправити?”), на шта други ликови одговарају са Yes we can! („Можемо!”). Ова узречица је уједно и наслов уводне шпице емисије, која је била прави хит у Уједињеном Краљевству и продата је у више милиона примерака.
Емисија се емитовала у многим државама. У оригиналу, Бобу глас позајмљује енглески глумац Нил Мориси. У почетку се емисија снимала кадар-по-кадар, а касније је почела примена технологије CGI, тачније од спин-офа Ready, Steady, Build!.
Октобра 2014. године, америчко предузеће Мејтел обновило је Мајстор Боба за нову сезону која се емитовала на Каналу 5 од 2015. године. У прерађеној серији потпуно је промењена глумачка екипа; глумац Ли Инглби (својевремено је играо у Харију Потеру) заменио је Нила Морисија као Бобовог гласовног глумца, а Џоана Фрогат и Блејк Харисон такође су били потврђени као нови гласовни глумци за Венди и Скупа. Изглед самих ликова такође се променио, а Боб и дружина преселили су се у метрополу Спринг Сити. Америчка локализација нове серије представљена је на каналу Пи-би-ес кидс новембра 2015. године. Промене у серији нису наишле одобрење старијих обожавалаца Мајстора Боба који су критиковали исте.
Оригинална серија је поновно почела да се емитује и то на ТВ каналу Qubo у САД 7. октобра 2020. године.